# Glyceria colombiana
Glyceria colombiana är en gräsart som beskrevs av Gir.-cañas. Glyceria colombiana ingår i släktet glycerior, och familjen gräs. Inga underarter finns listade i Catalogue of Life.